# Die drei !!! (Film)
Die drei !!! ist ein Film von Viviane Andereggen zur gleichnamigen Buchserie, der am 25. Juli 2019 in die deutschen Kinos kam.

## Handlung
Die großen Ferien wollen die drei Freundinnen Kim, Franzi und Marie bei einem Theater-Workshop des Pädagogen Robert Wilhelms verbringen. Dieser will nach drei Wochen das Stück Peter Pan aufführen. Als Ort für die Proben und für die Aufführung ist ein altes Theater vorgesehen, das vor 15 Jahren teilweise einem Brand zum Opfer fiel. Die Einnahmen der Aufführung sollen dem Wiederaufbau des Theaters zugutekommen. Schon am zweiten Probetag beginnen unheimliche Vorgänge. Die Umkleide wird verwüstet, Worte an Wände gesprüht, merkwürdige Geräusche sind zu hören, mit Kerzen werden Totenköpfe des Nachts in einer Wiese dargestellt. Es scheint ein Phantom im Theater sein Unwesen zu treiben. Doch alle Darsteller wollen trotzdem die Proben fortsetzen. Die drei !!! beginnen zu ermitteln und haben auch bald ein halbes Dutzend Verdächtiger. So taucht die von zu Hause abgehauene Marly auf, die die Tigerlilly spielen soll. Auch Verena, die neidisch auf Marie ist, da diese die Rolle der Tinkerbell bekam, gerät in Verdacht. Vielleicht ist es aber doch der abgehalfterte Onkel von Jimmy, der in einer verrufenen Hafenkneipe dem Alkohol frönt. Oder Jimmy selbst, der Sozialstunden ableisten muss, in den Franzi sich aber zu verlieben beginnt.
Nach vielen Verwicklungen und Ermittlungen, die nicht immer in die richtige Richtung führen, entdecken die drei Detektivinnen am Abend kurz vor der Aufführung ein geheimes Kellergewölbe im Theater, in dem das Phantom zu hausen scheint. Tatsächlich hält dort der Organisator der Aufführung den echten Robert Wilhelms gefangen. Er selbst ist ein verkannter Schauspieler, der seit dem Brand dort versteckt gelebt hat und jetzt langsam dem Wahnsinn verfällt. Während der Aufführung gelingt es den drei Freundinnen in einem großen Finale alles aufzudecken und Kommissar Peters kann den Täter am Ende dingfest machen.

## Produktion
Regie führte Viviane Andereggen. Der Film startete am 25. Juli 2019 in den deutschen Kinos. Die Premiere fand im Juli 2019 im Cinedom in Köln statt.

## Auszeichnungen
- 2019: Deutsche Film- und Medienbewertung (FBW) – Prädikat wertvoll[5]